# Trigonia reticulata
Trigonia reticulata är en tvåhjärtbladig växtart som beskrevs av E. Lleras. Trigonia reticulata ingår i släktet Trigonia och familjen Trigoniaceae. Inga underarter finns listade i Catalogue of Life.